# Mikel Aguirresarobe
Mikel Aguirresarobe Hidalgo (Irun, 1969) és un guionista i director de cinema basc. Va estudiar a la Universitat Complutense de Madrid, on es va llicenciar en imatge i so, i posteriorment va rebre una beca de la Diputació Foral de Guipúscoa per estudiar direcció de cinema a Roma. Ha treballat com a ajudant de direcció a RTVE i el seu curtmetratge Pasaia fou nominat als XII Premis Goya en la categoria de millor curtmetratge de ficció. El 1996 començà a treballar com a director publicitari i fins al 2013 no va dirigir el seu primer llargmetratge, Muertos de amor, protagonitzat per Javier Veiga i Marta Hazas, que no va rebre bones crítiques.

## Filmografia
- Toros (curtmetratge, 1995)
- Pasaia (curtmetratge, 1997)[4]
- Muertos de amor (2013)